# Ángel Muñiz
Ángel Muñiz Corral (Sevilla, noviembre de 1983) es un actor y cantante español.

## Biografía
Sevillano, formado en interpretación y canto. Trabaja en numerosos musicales (Hoy no me puedo levantar, Grease el musical, El Rey de Bodas, Es por ti el musical , Rent, Título del Musical, Marta tiene un marcapasos) consiguiendo ser nominado tres veces como mejor Actor de Reparto en los premios del teatro musical.
En televisión interpreta a Poli, en la serie La Pecera de Eva. (FDF) y a Rui Santamaria en La Lista Tonta.
Forma parte de los musicales familiares (Scooby Doo Live Musical Mysteries, Erase una vez el musical, Don Pepito, Hansel y Gretel, Bob Esponja, Peppa Pig Big Splash).
Actor en obras de teatro como (Tres, Dos, Tuno, ¿Que les dará el duende?, Corte y Confesión). 
Cantante en los espectáculos Grease Tour, Dirty Dancing, Forever King of Pop y La Fuerza del Destino .  
Doblaje de la película Fin de Curso y canciones en las series infantiles Teenage Fairy Tale Dropouts, Care Bears and Cousins, Galaxia Wander y Somos Osos para Clan Tve y Disney Channel. 
También rueda diversos videoclips (Edurne - Sony BMG), y graba dos temas en el disco de Gisela Lladó Pensando en Ti.

## Teatro
- 2013/2016. Hansel y Gretel, el musical. Boris y Patas locas.
- 2013/2016. La Fuerza Del Destino Cantante protagonista.
- 2015/2016. Peppa Pig Big Splash. Polly parrot, Mr Potato. Dirección Vocal.
- 2016 Corte y Confesión. Fran.

- 2015 Time of your Life. Cantante , Dirección Actores y producción.

- 2014 Marta tiene un Marcapasos. Ringo.
- 2014 Scooby Doo, live Musical Mysteries. Swing
- 2015 Permanezca a la Espera. Dirección Actores y David.
- 2015/2016 Tres, Dos, Tuno. Federico.

- 2010/2012 Erase una vez, El Musical Quiggli
- 2011/2012 Bob Esponja, la esponja que podía volar Calamardo
- 2012  Rocky Horror Picture Show Dirección Actores y Riff Raff
- 2012 Título del Musical. Angel
- 2012/2013 Don Pepito, en busca del circo perdido Polímalo.

- 2010 Es por ti, El Musical Aquarius/ Julian.
- 2010/2011 Forever King of Pop Cantante.
- 2011 Rent Roger Davis

- 2005/2006 Grease Tour Cantante principal
- 2006/2010 Grease, el musical de tu vida Roger
- 2007/2008 El Rey de Bodas Shane

- 2005 Que les dará el duende Lisardo
- 2005/2006 Dirty Dancing Cantante principal

- 2004/2005 Hoy no me puedo levantar Colate.

## Filmografía
- 2009 Terence y Troy Web Serie. Director, guionista y actor.
- 2011 La Pecera de Eva Poli. FDF.
- 2012/2016 Entre Amigos . Fedor. Serie Web.
- 2015 Anuncio El Rasca la Liga de la Once.
- 2015 La Lista Tonta . Rui Santamaria. Comedy Central.
- 2016 Videojits. Adicto al deluxe. Mtmad.

## Otros
- 2009 Videoclip Edurne Tu serás para mi
- 2011 Disco Pensando en ti Gisela (dueto en dos temas)
- 2013 Doblaje voz de Calamardo, Nickelodeon.
- 2014 Doblaje de Humpry y cantante en la serie infantil Teenage Fairytales Dropout Clan Tve.
- 2015 Doblaje de canciones para la serie infantil Somos Osos. Boing
- 2015 Doblaje de canciones para la serie infantil Galaxia Wander. Disney Channel.
- 2015 Doblaje de la canción de cabecera de la serie infantil Los Osos Amorosos y sus Primos. Netflix.
- 2016 Vocalista grupo Rock en la noche. Gira Española.